# Heraclia aemulatrix
Heraclia aemulatrix là một loài bướm đêm trong họ Noctuidae.